# 정정수 (예술가)
정정수(鄭正洙, 1953년 1월 13일 ~)는 순천만정원과 벽초지수목원을 조경한 화가이다.